# برستت
برستت (به فرانسوی: Berstett) یک کمون در فرانسه است که در Unterelsaß واقع شده‌است. برستت ۱۷٫۸۸ کیلومتر مربع مساحت دارد.

## خواهرخوانده
شهر بولشوایل خواهرخواندهٔ برستت هست.